# Revolution (2025)
L'édition 2025 de Revolution est un Pay-per-view de catch (lutte professionnelle) produit par la promotion américaine All Elite Wrestling. L'événement a eu lieu le 9 mars 2025 à la Crypto.com Arena à Los Angeles (Californie). Il s'agit de la 6e édition de Revolution.

## Production
Revolution est un Pay-per-view annuel de catch (lutte professionnelle) qui a lieu tous les mois de mars de chaque année depuis la seconde édition en 2021, car la première a eu lieu fin février 2020.
Le 19 novembre 2024, la compagnie annonce que la 6e édition du Pay-per-view aura lieu le 9 mars 2025 à la Crypto.com Arena à Los Angeles (Californie).

## Contexte
Les spectacles de la All Elite Wrestling (AEW) sont constitués de matchs aux résultats prédéterminés par les scénaristes de la AEW. Ces rencontres sont justifiées par des storylines – une rivalité entre catcheurs, la plupart du temps – ou par des qualifications survenues dans les shows de la AEW. Tous les catcheurs possèdent un gimmick, c'est-à-dire qu'ils incarnent un personnage gentil (Face) ou méchant (Heel), qui évolue au fil des rencontres. Un événement comme Revolution est donc un événement tournant pour les différentes storylines en cours.

## Tableau des matchs
| Ordre par numéros | Résultat | Stipulation(s) | Temps |
| --- | --- | --- | ----- |
| 1P | Komander et Hologram (avec Alex Abrahantes) battent Lee Johnson et Blake Christian, | Tag Team match | 9:55  |
| 2P | Daniel Garcia et The Undisputed Kingdom (Adam Cole, Kyle O'Reilly et Roderick Strong) battent Shane Taylor Promotions (Shane Taylor, Lee Moriarty, Carlie Bravo et Capt. Shawn Dean) par soumission, | 8-Man Tag Team match | 9:10  |
| 3P | "Big Boom" A.J. et The Conglomeration (Orange Cassidy et Mark Briscoe) (avec Big Justice et The Rizzler) battent Johnny TV et MxM Collection (Mansoor et Mason Madden) (avec Taya Valkyrie),         | Trios match | 12:55 |
| 4 | "Hangman" Adam Page bat MJF, | Match simple | 19:10 |
| 5 | Mercedes Moné (c) bat Momo Watanabe par soumission, | Match simple pour le AEW TBS Championship                                                                               | 18:30 |
| 6 | Swerve Strickland (avec Prince Nana) bat Ricochet, | Match simple Le gagnant deviendra aspirant no 1 au AEW World Championship.                                              | 18:10 |
| 7 | Kazuchika Okada (c) bat Brody King, | Match simple pour le AEW Continental Championship                                                                       | 10:55 |
| 8 | The Hurt Syndicate (Bobby Lashley et Shelton Benjamin) (c) (avec MVP) bat The Outrunners (Truth Magnum et Turbo Floyd),                                                                              | Tag Team match pour les AEW World Tag Team Championship                                                                 | 8:40  |
| 9 | "Timeless" Toni Storm (c) (avec Luther) bat Mariah May, | "Bloody Hollywood Ending" Falls Count Anywhere match pour le AEW Women's World Championship                             | 12:55 |
| 10 | Kenny Omega bat Kōnosuke Takeshita (c) (avec Don Callis), | Match simple pour le AEW International Championship                                                                     | 28:30 |
| 11 | Will Ospreay bat Kyle Fletcher, | Steel Cage match | 29:00 |
| 12 | Jon Moxley (c) bat Christian Cage et Cope par soumission technique, | 3-Way match pour le AEW World Championship Encaissement de la mallette du Casino Gauntlet match gagnée à All In (2024). | 26:35 |
| La lettre C placée entre parenthèses désigne la personne ou l’équipe championne en titre. P – indique que le match a eu lieu lors du pré-show | | |       |